# Михаил Таљ
Михаил Таљ (лет. Mihails Tāls; Рига, 9. новембар 1936 — Москва, 28. јун 1992) био је совјетски и летонски шахиста и светски првак у шаху.
Научио је шах као дете, гледајући очеве партије. Уписан је у дом пионира, а његова игра је битно напредовала када му је тренер постао Александар Кобленц 1949. године.
Први успех била је победа на шампионату Летоније 1953. године. Постао је првак Совјетског Савеза 1957. године, као најмлађи у историји, са двадесет година, и поновио следеће године. Победио је и на јаким турнирима у Порторожу 1958. и Цириху 1959. године.
Таљ је заблистао на турниру кандидата 1959. године, одржаном на Бледу, у Загребу и Београду. У најјачој конкуренцији, Таљ је победио са 20 поена од 28 могућих, посебно лако побеђујући доњи дом (укључујући и младог Бобија Фишера са 4:0). Следеће 1960. године убедљиво је победио светског првака Михаила Ботвиника (+ 6, = 13, - 2) и постао осми и најмлађи првак света.
Ботвиник враћа титулу победом у реванш мечу 1961. године, а после детаљних студија Таљевог стила игре. Слабијим Таљевим резултатима током следећих деценија допринели су болест (стални проблеми са бубрезима, који су и окончали његов живот) и боемски начин живота. Ипак, умео је и касније да заблиста: 1979. на великом турниру у Монтреалу поделио је прво место са Анатолијем Карповом, који је тада био у зениту снаге.
Таљ је имао изузетно нападачки, агресиван систем игре. Лако је жртвовао фигуре ради захватања иницијативе и стављао противнике у позицију да за таблом решавају тешке проблеме у кратком времену. А у анализама после партије често су налажени пропусти у његовим комбинацијама. Такав приступ игри донео му је велику популарност, а у време када су шахом владали стратешки оријентисани играчи, као Ботвиник, Смислов и Петросјан, чија је игра била помало досадна. Смислов је рекао да Таљев се стил игре заснива на триковима, а Ботвиник му је одао признање рекавши да би против Таља било „немогуће играти“ када би озбиљно тренирао и живео под строгим режимом.
Био је и шаховски новинар и вишегодишњи уредник Летонског часописа Шахс.
Говорио је и читао на српском језику.